# Trichoniscoides meridionalis
Trichoniscoides meridionalis is een pissebed uit de familie Trichoniscidae. De wetenschappelijke naam van de soort is voor het eerst geldig gepubliceerd in 1945 door Albert Vandel.